# Плумбуйта
Плумбуйта (рум. Plumbuita) — село у повіті Келераш в Румунії. Входить до складу комуни Темедеу-Маре.
Село розташоване на відстані 37 км на схід від Бухареста, 66 км на північний захід від Келераші.

## Населення
За даними перепису населення 2002 року у селі проживали 578 осіб. Рідною мовою 577 осіб (99,8%) назвали румунську.
Національний склад населення села:
| Національність | Кількість осіб | Відсоток |
| -------------- | -------------- | -------- |
| румуни         | 553            | 95,7%    |
| цигани         | 24             | 4,2%     |